# Samariscus latus
Samariscus latus är en fiskart som beskrevs av Kiyomatsu Matsubara och Takamuki, 1951. Samariscus latus ingår i släktet Samariscus och familjen Samaridae. Inga underarter finns listade i Catalogue of Life.